# Едифікаторофіл
Едифікаторофіли — рослини, що поселяються серед густих заростів едифікаторів, не страждають від їх впливу, а іноді навіть мають в них потребу, але часто можуть існувати і без них.